# Хабувка
Хабувка (пол. Chabówka) — село в Польщі, у гміні Рабка-Здруй Новотарзького повіту Малопольського воєводства.
Населення — 1593 особи (2011).
У 1975—1998 роках село належало до Новосондецького воєводства.

## Географія
Селом протікає річка Почесна Вода.

## Демографія
Демографічна структура станом на 31 березня 2011 року:
|          | Загалом | Допрацездатний вік | Працездатний вік | Постпрацездатний вік |
| -------- | ------- | ------------------ | ---------------- | -------------------- |
| Чоловіки | 762     | 165                | 523              | 74                   |
| Жінки    | 831     | 162                | 498              | 171                  |
| Разом    | 1593    | 327                | 1021             | 245                  |